# Maegan Kelly
Maegan Kelly (Kansas City, 19 febbraio 1992) è una calciatrice statunitense naturalizzata canadese, centrocampista o attaccante dello Houston Dash e della nazionale canadese.

## Biografia
Anche la sorella Katie Kelly è calciatrice.

## Carriera

### Club
Nata nel 1992 a Kansas City, in Missouri, negli USA, dal 2010 al 2013 ha frequentato la Marquette University di Milwaukee, in Wisconsin, giocando con le Golden Eagles.
Nel 2014 è stata chiamata da FC Kansas City al Draft NWSL con la 35ª e penultima scelta, al 4º turno. Non è riuscita a trovare l'esordio in prima squadra, ottenendo soltanto tre panchine.
A maggio dello stesso anno si è trasferita in Islanda, allo Stjarnan, debuttando il 13 maggio 2014, quando è entrata al 61' della sconfitta per 1-0 in trasferta contro il Breiðablik in campionato. 2 settimane dopo ha realizzato le sue prime reti, segnando una tripletta nel 3-0 interno con il Fylkir in Úrvalsdeild kvenna. Ha chiuso con 10 presenze e 7 reti, vincendo campionato e Coppa d'Islanda.
Nel 2015 è andata a giocare in Finlandia, all'Åland United, insieme alla sorella Katie. Ha esordito il 19 aprile, giocando l'intera gara nel successo per 3-0 sul campo dell'Honka in campionato. Ha segnato il suo primo gol il 14 maggio, realizzando il 2-0 al 38' nella vittoria per 4-1 in trasferta contro il Merilappi United in Naisten Liiga. Ha terminato con 20 gare giocate e 4 gol, arrivando 3ª in campionato.
Nel 2016 si è trasferita a Cipro, con l'Apollōn Lemesou, giocando anche in Women's Champions League, per la prima volta il 23 agosto, schierata titolare nel 5-0 sulle faroesi del KÍ Klaksvík, nel quale ha realizzato anche una rete, quella del 2-0 al 48' del primo tempo.
L'anno successivo è tornata in NWSL, di nuovo al FC Kansas City, stavolta trovando spazio, debuttando il 17 aprile 2017, quando è entrata al 78' del 2-0 casalingo sul Boston Breakers in campionato, e realizzando la sua prima marcatura il 18 giugno, quando ha segnato il definitivo 2-2 all'84' in casa contro il Seattle Reign in NWSL. Ha chiuso la stagione con 22 presenze e 5 reti, terminando 7ª in stagione regolare, non riuscendo a qualificarsi ai play-off per il titolo.
Dopo lo scioglimento della franchigia, nel 2018 è passata, come le compagne di squadra, allo Utah Royals, non venendo però mai stata schierata in campo e rescindendo il contratto a giugno dello stesso anno.
A inizio dicembre dello stesso anno è tornata in Europa, firmando con le italiane del Mozzanica, in Serie A. Debutta in maglia nerazzurra il 26 gennaio 2019, alla 14ª giornata di campionato, siglando in quell'occasione anche la rete del 2-1 sulle avversarie del Tavagnacco, incontro poi terminato 2-2. Con 8 gol in 9 presenze contribuisce pesantemente al 6º posto delle bergamasche, diventando la miglior marcatrice stagionale neroblù.
A inizio maggio, appena terminata la Serie A, ritorna negli USA, al Seattle Reign, in NWSL, esordendo il 5 maggio, entrando all' 82' dello 0-0 sul campo del Washington Spirit.
Dopo 6 presenze in NWSL, nel settembre 2019 ritorna in Italia, accordandosi con le toscane della Florentia S.G. a una settimana dall'inizio della Serie A 2019-2020. Dopo 10 presenze e 7 reti, ad inizio 2020 lascia l'Italia e fa ritorno negli USA, riapprodando in NWSL, stavolta con lo Houston Dash.

### Nazionale
Convocata nel 2013 dall'Under-23 statunitense, nel 2017 ha deciso di optare per la nazionale canadese, nazionalità ottenuta grazie alle origini del padre, di Toronto.
Ha esordito con la nazionale maggiore canadese il 9 novembre 2017 in un'amichevole contro gli Stati Uniti a Vancouver, terminata 1-1, entrando al 71' al posto di Nichelle Prince.

## Palmarès

### Club

#### Competizioni nazionali
- Campionato islandese: 1

Stjarnan: 2014
- Coppa d'Islanda: 1

Stjarnan: 2014